# Обервайлер-Тифенбах
Обервайлер-Тифенбах (нем. Oberweiler-Tiefenbach) — община в Германии, в земле Рейнланд-Пфальц. 
Входит в состав района Кузель. Подчиняется управлению Вольфштайн.  Население составляет 287 человек (на 31 декабря 2010 года). Занимает площадь 3,21 км².
Коммуна подразделяется на 2 сельских округа.